# アクシス (人材サービス業)
アクシス株式会社は、東京都港区に本社を置く人材紹介サービス会社である。
主軸となる転職支援サービスのほか、転職ノウハウメディア「すべらない転職」や、YouTubeチャンネル「すべらない転職エージェント」、キャリアニュースプラットフォーム「すべらないキャリア」の運営なども行なっている。またキャリアコーチングサービス「マジキャリ」も運営している（なお、同名の別会社は全国に多数ある）。

## 沿革
- 2012年8月 - アクシス株式会社設立
- 2013年3月 - 転職エージェントが語る「すべらない転職」リリース
- 2014年12月 - 転職エージェントマッチングサービス「コーリングッド」リリース
- 2017年7月 - YouTubeチャンネル「すべらない転職エージェント」スタート
- 2020年2月 - キャリアコーチングサービス「マジキャリ」リリース[1]
- 2020年10月 - キャリアニュースプラットフォーム「すべらないキャリア」リリース[2]

## 関連書籍
- 「成功する転職面接 成否の9割は「準備」の質で決まる」（2020年6月、ナツメ社）[3]
- 「キャリアロジック」（2020年8月、実業之日本社）[4]